# Ornithogalum lychnite
Ornithogalum lychnite là một loài thực vật có hoa trong họ Măng tây. Loài này được Speta mô tả khoa học đầu tiên năm 1994.